# Église Sainte-Agathe de Clefcy
Pour les articles homonymes, voir Église Sainte-Agathe.
L'église Sainte-Agathe est une église catholique située à Ban-sur-Meurthe-Clefcy, en France.

## Situation
Comprise au sein de la commune de Ban-sur-Meurthe-Clefcy, l'église Sainte-Agathe est située dans le département des Vosges en région Grand Est.

## Histoire
En 1671, le chapitre de Saint-Dié établit une paroisse à Clefcy et désigna l'église en l'honneur de sainte Agathe. La construction de l'église actuelle fut terminée en 1780, cependant, il fallut attendre jusqu'en 1783 pour que le clocher soit équipé de trois cloches : Agathe, Nicolas et Marie. Après avoir subi des dommages causés par la foudre, la tour fut soumise à une restauration majeure en 1825. En 1864, une horloge achetée chez Ungerer, un horloger de Strasbourg, fut installée. De nouveaux vitraux furent également ajoutés au chœur et à la nef en 1898. L’édifice fut épargné par les destructions de 1944 et rénové en 1988.

## Description
Cinq objets monuments historiques sont répertoriés. L'intérieur présente une chaire à prêcher provenant de l'ancienne église antérieure au XVIIIe siècle et est constituée d'un escalier et abat-voix du XVIIIe siècle,.